# Willie Smit
Willie Jakobus Smit (Lydenburg, 29 de dezembro de 1992) é um ciclista profissional sul-africano que atualmente corre para a equipa Burgos-BH. Destacou como amador ganhando o Campeonato Africano de Ciclismo em Estrada e a Volta a Leão em 2017.

## Palmarés
- 2013 (como amador)
  - 2.º no Campeonato Africano Contrarrelógio

- 2017 (como amador)
  - Campeonato Africano em Estrada 
  - 1 etapa da Volta a Zamora
  - Volta a Leão
  - 1 etapa da Volta a Galiza
  - 3.º no Campeonato da África do Sul Contrarrelógio 
  - 3.º no Campeonato da África do Sul em Estrada 
  - Tour Ethiopian Meles Zenawi
  - UCI Africa Tour

- 2021
  - 2.º no Campeonato da África do Sul em Estrada

## Resultados em Grandes Voltas e Campeonatos do Mundo
| Corrida                | Corrida                | 2017 | 2018 | 2019  | 2020 | 2021 |
| ---------------------- | ---------------------- | ---- | ---- | ----- | ---- | ---- |
|                        | Giro d'Italia          | —    | —    | —     | —    | —    |
|                        | Tour de France         | —    | —    | —     | —    | —    |
|                        | Volta a Espanha        | —    | —    | 118.º | 73.º | —    |
| Mundial em Estrada     | Mundial em Estrada     | Ab.  | —    | —     | —    | —    |
| Mundial Contrarrelógio | Mundial Contrarrelógio | 49.º | —    | —     | —    | —    |

—: não participa 

Ab.: abandono 